# Sydney International (singolare maschile)
Questo è un elenco delle finali del singolare maschile del Sydney International. Gli australiani Jack Crawford e John Bromwich condividono il record di vittorie con 7 trofei ciascuno.
| Anno       | Vincitore               | Finalista              | Punteggio                 |
| ---------- | ----------------------- | ---------------------- | ------------------------- |
| 1885       | William J. Bush Salmon  | Walter J.C. Riddell    | 1–6, 6–8, 6–3, 6–2, 6–3   |
| 1886       | Charles W. Cropper (1)  | William J. Bush Salmon | 6–0, 6–0, 5–7, 8–6        |
| 1887       | Charles W. Cropper (2)  | Robert D. Fitzgerald   | 6–4, 6–2, 6–0             |
| 1888       | Dudley Webb (1)         | Charles W. Cropper     | 6–0, 6–4, 7–5             |
| 1889       | Percy Colquhoun         | Dudley Webb            | 6–2, 0–6, 6–3, 6–2        |
| 1890       | Dudley Webb (2)         | Herbert E. Webb        | 6–2, 6–3, 6–2             |
| 1891       | / Wilberforce Eaves (1) | Dudley Webb            | 3–6, 6–3, 6–4, 8–6        |
| 1892       | Dudley Webb (3)         | Ben Green              | 6–4, 2–6, 5–7, 10–8, 9–7  |
| 1893       | Dudley Webb (4)         | Ben Green              | 2–6, 5–7, 6–2, 6–3, 7–5   |
| 1894       | Dudley Webb (5)         | Ben Green              | 5–7, 6–0, 6–2, 6–4        |
| 1895       | Henry R. Crossman (1)   | Dudley Webb            | 6–4, 6–1, 6–3             |
| 1896       | Henry R. Crossman (2)   | Horace M. Rice         | 7–5, 7–5, 3–6, 9–7        |
| 1897       | Arthur Curtis           | Henry R. Crossman      | 6–1, 6–0, 6–4             |
| 1898       | Henry R. Crossman (3)   | Alfred W. Dunlop       | 14–12, 6–1, 6–2           |
| 1899       | August D. Kearney (1)   | David L. Gaden         | 6–1, 6–0, 12–10           |
| 1900       | Horace M. Rice (1)      | Leslie O. Poidevin     | 6–0, 6–1, 3–6, 6–4        |
| 1901       | August D. Kearney (2)   | Horace M. Rice         | 8–6, 1–6, 5–7, 6–1, 6–0   |
| 1902       | Wilberforce Eaves (2)   | Norman Brookes         | 6–0, 7–5, 1–6, 6–2        |
| 1903       | Granville G. Sharp (1)  | Barney Murphy          |                           |
| 1904       | Granville G. Sharp (2)  | Horace M. Rice         | 6–3, 6–4, 6–2             |
| 1905       | Non disputato           | Non disputato          | Non disputato             |
| 1906       | Granville G. Sharp (3)  | Stanley Doust          | 6–1, 6–2, 6–2             |
| 1907       | Horace M. Rice (2)      | Harry Alabaster Parker | 6–4, 6–3, 3–6, 5–7, 6–1   |
| 1908       | Rodney Heath (1)        | Horace M. Rice         | 6–3, 6–4, 7–9, 6–4        |
| 1909       | Rodney Heath (2)        | Granville G. Sharp     | 6–1, 3–6, 6–1, 0–6, 6–3   |
| 1910       | Harry Alabaster Parker  | Horace M. Rice         | 6–3, 4–6, 2–6, 8–6, 9–7   |
| 1911       | Ashley Campbell         | Horace M. Rice         | 8–6, 6–3, 6–1             |
| 1912       | Alfred B. Jones         | Ashley Campbell        | 6–3, 3–6, 8–6, 2–1 ritiro |
| 1913       | Pat O'Hara Wood         | James O. Anderson      | 6–3, 3–6, 6–1, 3–6, 6–0   |
| 1914       | James O. Anderson (1)   | Alfred Jones           | 7–5, 3–6, 6–1, 6–3        |
| 1915       | Henry Marsh             | Alfred Jones           | 3–6, 6–4, 6–4, 0–6, 6–4   |
| 1916 1918  | Non disputato           | Non disputato          | Non disputato             |
| 1919       | James O. Anderson (2)   | R. Neill               | 9–7, 2–6, 7–5, 6–1        |
| 1920       | R. Neill                | Eric Pockley           | 6–4, 4–6, 6–1, 6–3        |
| 1921       | Gerald Patterson (1)    | John Hawks             | walkover                  |
| 1922       | Ron Thomas              | Norman Peach           | 2–6, 6–3, 6–3, 6–8, 6–3   |
| 1923       | James O. Anderson (3)   | Norman Peach           | 6–4, 6–3, 6–0             |
| 1924       | Gerald Patterson (2)    | Jim Willard            | 6–2, 6–4, 6–4             |
| 1925       | Norman Peach            | A. Sieler              | 6–4, 1–6, 4–6, 7–5, 8–6   |
| 1926       | Fred Kalms (1)          | Eskell D. Andrews      | 6–2, 6–4, 3–6, 6–4        |
| 1927       | Jack Crawford (1)       | Richard Schlesinger    | 7–5, 1–6, 9–7, 5–7, 6–4   |
| 1928       | Fred Kalms (2)          | Jim Willard            | 6–1, 6–4, 2–6, 3–6, 6–0   |
| 1929       | Jack Crawford (2)       | Clifford Sproule       | 6–1, 6–3, 6–3             |
| 1930       | Jack Cummings           | Edgar Moon             | 6–1, 6–0, 7–5             |
| 1931       | Jack Crawford (3)       | Harry Hopman           | 3–6, 6–3, 6–4, 6–4        |
| 1932 (1)   | Jack Crawford (4)       | W. B. Walker           | 6–2, 6–3, 8–6             |
| 1932 (2)   | Ellsworth Vines         | Wilmer Allison         | 4–6, 6–1, 2–6, 6–4, 7–5   |
| 1933       | Jack Crawford (5)       | Harry Hopman           | 6–4, 8–6, 7–5             |
| 1934       | Jack Crawford (6)       | Fred Perry             | 7–5, 2–6, 6–3, 1–6, 7–5   |
| 1935       | Adrian Quist (1)        | Harry Hopman           | 6–3, 6–1, 3–6, 8–10, 6–2  |
| 1936       | Jack Crawford (7)       | John Bromwich          | 6–4, 3–6, 1–6, 11–9, 6–2  |
| 1937       | John Bromwich (1)       | Adrian Quist           | 4–6, 6–4, 6–1, 2–6, 7–5   |
| 1938       | John Bromwich (2)       | Adrian Quist           | 6–2, 6–4, 6–1             |
| 1939       | John Bromwich (3)       | Adrian Quist           | 2–6, 6–0, 6–4, 6–0        |
| 1940       | John Bromwich (4)       | Adrian Quist           | 6–3, 4–6, 10–8, 6–8, 6–1  |
| 1941- 1944 | Non disputato           | Non disputato          | Non disputato             |
| 1945       | Dinny Pails             | John Bromwich          | 6–1, 6–2, 6–4             |
| 1946       | John Bromwich (5)       | Dinny Pails            | 3–6, 6–3, 6–4, 6–4        |
| 1947       | Adrian Quist (2)        | James Brink            | 6–4, 6–2, 2–6, 4–6, 6–3   |
| 1948       | John Bromwich (6)       | Frank Sedgman          | 6–4, 6–1, 7–5             |
| 1949       | John Bromwich (7)       | Bill Sidwell           | 6–3, 10–8, 3–6, 6–3       |
| 1950       | Arthur Larsen           | Frank Sedgman          | 3–6, 6–4, 6–3, 6–2        |
| 1951       | Vic Seixas              | Mervyn Rose            | 4–6, 9–7, 4–6, 7–5, 6–3   |
| 1952       | Frank Sedgman           | Ken McGregor           | 6–2, 4–6, 6–4, 6–2        |
| 1953       | Lewis Hoad (1)          | Ken Rosewall           | 8–6, 4–6, 9–7, 10–8       |
| 1954       | Rex Hartwig             | Mervyn Rose            | 6–3, 6–4, 8–6             |
| 1955       | Lew Hoad (2)            | Ken Rosewall           | 6–2, 6–3, 2–6, 6–1        |
| 1956       | Ken Rosewall            | Neale Fraser           | 6–4, 7–5, 6–4             |
| 1957       | Ashley Cooper (1)       | Neale Fraser           | 6–4, 6–3, 6–3             |
| 1958       | Ashley Cooper (2)       | Earl Buchholz          | 6–0, 6–1, 7–9, 6–2        |
| 1959       | Neale Fraser (1)        | Roy Emerson            | 11–9, 8–6, 6–3            |
| 1960       | Neale Fraser (2)        | Barry MacKay           | 10–8, 6–4, 7–5            |
| 1961       | Rod Laver (1)           | Roy Emerson            | 8–6, 6–3, 3–6, 4–6, 6–4   |
| 1962       | Neale Fraser (3)        | Ken Fletcher           | 6–4, 7–5, 3–6, 4–6, 6–3   |
| 1963       | Dennis Ralston          | Mike Sangster          | 6–8, 6–3, 6–4, 6–4        |
| 1964       | Fred Stolle (1)         | Roy Emerson            | 4–6, 6–3, 11–9, 6–8, 6–3  |
| 1965       | John Newcombe           | Arthur Ashe            | 6–8, 6–2, 7–5, 6–1        |
| 1966       | Fred Stolle (2)         | John Newcombe          | 12–10, 6–0, 6–0           |
| 1967       | Tony Roche (1)          | Roy Emerson            | 8–6, 6–1, 8–6             |
| 1968       | Non disputato           | Non disputato          | Non disputato             |
| 1969       | Tony Roche (2)          | Rod Laver              | 6–4, 4–6, 9–7, 12–10      |
| 1970       | Arthur Ashe             | Ken Rosewall           | 3–6, 6–2, 3–6, 6–2, 6–3   |
| 1971       | Phil Dent (1)           | John Alexander         | 6–3, 6–4, 6–4             |
| 1972       | Aleksandre Met'reveli   | Patrice Dominguez      | 6–4, 6–4, 3–6, 6–1        |
| 1973       | Malcolm Anderson        | Ken Rosewall           | 6–3, 6–4, 6–4             |
| 1974 (1)   | Geoff Masters           | Colin Dibley           | 6–1, 6–4, 6–2             |
| 1974 (2)   | Tony Roche (3)          | Phil Dent              | 7–6, 4–6, 3–6, 6–2, 8–6   |
| 1975       | Ross Case               | John Marks             | 6–2, 6–1                  |
| 1976       | Tony Roche (4)          | Dick Stockton          | 6–3, 3–6, 6–3, 6–4        |
| 1977       | Roscoe Tanner           | Brian Teacher          | 6–3, 3–6, 6–3, 6–7, 6–4   |
| 1978       | Tim Wilkison (1)        | Kim Warwick            | 6–3, 6–3, 6–7, 3–6, 6–2   |
| 1979       | Phil Dent (2)           | Hank Pfister           | 6–4, 6–4, 7–5             |
| 1980       | Fritz Buehning          | Brian Teacher          | 6–3, 6–7, 7–6             |
| 1981       | Tim Wilkison (2)        | Chris Lewis            | 6–4, 7–6, 6–3             |
| 1982       | John Alexander          | John Fitzgerald        | 4–6, 7–6, 6–4             |
| 1983       | Joakim Nyström          | Mike Bauer             | 2–6, 6–3, 6–1             |
| 1984       | John Fitzgerald (1)     | Sammy Giammalva Jr     | 6–3, 6–3                  |
| 1985       | Henri Leconte           | Kelly Evernden         | 6–7, 6–2, 6–3             |
| 1986       | Non disputato           | Non disputato          | Non disputato             |
| 1987       | Miloslav Mečíř          | Peter Doohan           | 6–2, 6–4                  |
| 1988       | John Fitzgerald (1)     | Andrej Česnokov        | 6–3, 6–4                  |
| 1989       | Aaron Krickstein        | Andrej Čerkasov        | 6–4, 6–2                  |
| 1990       | Yannick Noah            | Carl-Uwe Steeb         | 5–7, 6–3, 6–4             |
| 1991       | Guy Forget              | Michael Stich          | 6–3, 6–4                  |
| 1992       | Emilio Sánchez          | Guy Forget             | 6–3, 6–4                  |
| 1993       | Pete Sampras (1)        | Thomas Muster          | 7–6(7), 6–1               |
| 1994       | Pete Sampras (2)        | Ivan Lendl             | 7–6(5), 6–4               |
| 1995       | Patrick McEnroe         | Richard Fromberg       | 6–2, 7–6(4)               |
| 1996       | Todd Martin (1)         | Goran Ivanišević       | 5–7, 6–3, 6–4             |
| 1997       | Tim Henman              | Carlos Moyá            | 6–3, 6–1                  |
| 1998       | Karol Kučera            | Tim Henman             | 7–5, 6–4                  |
| 1999       | Todd Martin (2)         | Àlex Corretja          | 6–3, 7–6(5)               |
| 2000       | Lleyton Hewitt (1)      | Jason Stoltenberg      | 6–4, 6–0                  |
| 2001       | Lleyton Hewitt (2)      | Magnus Norman          | 6–4, 6–1                  |
| 2002       | Roger Federer           | Juan Ignacio Chela     | 6–3, 6–3                  |
| 2003       | Hyung-Taik Lee          | Juan Carlos Ferrero    | 4–6, 7–6(6), 7–6(4)       |
| 2004       | Lleyton Hewitt (3)      | Carlos Moyá            | 4–3 (abbandono)           |
| 2005       | Lleyton Hewitt (4)      | Ivo Minář              | 7–5, 6–0                  |
| 2006       | James Blake (1)         | Igor' Andreev          | 6–2, 3–6, 7–6(3)          |
| 2007       | James Blake (2)         | Carlos Moyá            | 6–3, 5–7, 6–1             |
| 2008       | Dmitrij Tursunov        | Chris Guccione         | 7–6(3), 7–6(4)            |
| 2009       | David Nalbandian        | Jarkko Nieminen        | 6–3, 6(9)–7, 6–2          |
| 2010       | Marcos Baghdatis        | Richard Gasquet        | 6–4, 7–6(2)               |
| 2011       | Gilles Simon            | Viktor Troicki         | 7–5, 7–6(4)               |
| 2012       | Jarkko Nieminen         | Julien Benneteau       | 6–2, 7–5                  |
| 2013       | Bernard Tomić           | Kevin Anderson         | 6–3, 6(2)–7, 6–3          |
| 2014       | Juan Martín del Potro   | Bernard Tomić          | 6–3, 6–1                  |
| 2015       | Viktor Troicki (1)      | Michail Kukuškin       | 6–2, 6–3                  |
| 2016       | Viktor Troicki (2)      | Grigor Dimitrov        | 2–6, 6–1, 7–6(7)          |
| 2017       | Gilles Müller           | Daniel Evans           | 7–6(5), 6–2               |
| 2018       | Daniil Medvedev         | Alex de Minaur         | 1–6, 6–4, 7–5             |
| 2019       | Alex de Minaur          | Andreas Seppi          | 7–5, 7–6(5)               |
| 2020- 2021 | Non disputato           | Non disputato          | Non disputato             |
| 2022       | Aslan Karacev           | Andy Murray            | 6–3, 6–3                  |